# Morning Musume
Morning Musume '26 (モーニング娘。'26, Mōningu Musume Two-Six.), voordien bekend als Morning Musume (モーニング娘。 , Mōningu Musume.), is een J-popgroep uit Japan en maakt deel uit van Hello! Project. Ze zijn ook bekend onder de naam Momusu (モー娘。). De groep bestaat uitsluitend uit jonge meisjes. Doordat er geregeld nieuwe leden bij komen en oude leden 'afstuderen' verandert de samenstelling van de groep voortdurend.
'Musume' betekent dochter of meisje, vandaar de naam.

## Geschiedenis
De Japanse producer Tsunku startte de groep in 1997 via een auditie in het Japans tv-programma Asayan voor een zangeres voor zijn rockband Sharan Q. De winnares van de auditie was Heike Michiyo, die later soliste werd in Hello! Project. Niet veel later besloot Tsunku om een meisjesgroep te starten met vijf van de verliezende finalisten. Ze kregen de uitdaging om binnen de 5 dagen minstens 50.000 exemplaren van hun demo single “Ai no Tane” te verkopen. Ze slaagden hier na 4 dagen in en Tsunku hield zijn belofte. Hij creëerde een meisjesgroep door ze dans- en zanglessen te geven. Kenmerkend voor de groep is de voortdurend veranderende samenstelling, met 'graduaties' waarbij oudere leden de groep verlaten, gevolgd door audities om de lege plaatsen op te vullen met nieuw talent.
Elke keer dat er nieuwe leden bij kwamen, heette dit een nieuwe generatie. Tot nu toe zijn er 8 verschillende generaties. De huidige groep bestaat uit twee leden uit de vijfde generatie en 3 uit de zesde generatie Michishige Sayumi, Tanaka Reina, Kamei Eri en zevende en achtste generaties.
In 2003 werd Morning Musume gesplitst in twee subgroepen zodat ze in meer steden zouden kunnen optreden, vooral kleinere steden die geen infrastructuur hebben voor de toenmalige volledige groep van 15. Morning Musume Sakuragumi bevatte Natsumi Abe, Mari Yaguchi, Hitomi Yoshizawa, Ai Kago, Ai Takahashi, Risa Niigaki, Asami Konno en Eri Kamei, en Morning Musume Otomegumi had Kaori Iida, Rika Ishikawa, Nozomi Tsuji, Makoto Ogawa, Miki Fujimoto, Sayumi Michishige en Reina Tanaka. Beide groepen maakten twee singles.
In 2004 werden de 7e generatie audities in verscheidene Japanse steden gehouden, met 6 finalisten tot gevolg. Echter, op 9 januari 2005 kondigde Tsunku aan dat niemand uit deze audities zou toegevoegd worden aan Morning Musume en dat hij zijn verwachtingen op het vinden van een nieuw lid dit jaar extra hoog had gezet. In februari 2005 startte hij een nieuwe auditie voor de 7e generatie. Deze auditie eindigde met Koharu Kusumi als enige “mirakel” lid van de nieuwe generatie.
Op 14 april 2005 kondigde Mari Yaguchi aan dat ze zich had teruggetrokken uit Morning Musume, nadat er foto’s waren genomen van haar in het bijzijn van een mannelijke acteur Shun Oguri, die zouden gepubliceerd worden in een roddelblad. In haar publieke verklaring zei ze dat ze haar “idoolbeeld” passend voor Morning Musume niet langer kon ondersteunen.
Door de aard van haar plotse vertrek kreeg Yaguchi geen ceremonie zoals de andere ex-leden toen ze “gradueerden”. Subleider Hitomi Yoshizawa werd de nieuwe leider en Miki Fujimoto werd subleider.
Na het afstuderen van Asami Konno en Makoto Ogawa in de zomer van 2006, werden er audities voor een nieuwe 8e generatie uitgeroepen. Hieruit kwam Aika Mitsui op 10 december 2006 als winnaar. Een paar maanden later is Hitomi Yoshizawa afgestudeerd, en werd Miki Fujimoto de leider en Ai Takahashi de sub-leider. Maar ongeveer een maand later kwam er een soortgelijke situatie als die van Mari Yaguchi: foto's van Miki Fujumoto werden genomen met een mannelijke komediant. Een paar dagen later trok ze zich terug, en werd ze bestempeld als degene die het kortst als leider werkte in Morning Musume. Ai Takahashi werd daardoor de leider en Risa Niigaki werd sub-leider. In 2007 werden er nieuwe leden aan de groep toegevoegd namelijk Junjun en Linlin, uitwisselingsstudenten uit China. Zij behoren net als Aika Mitsui tot de 8ste generatie.
Ook werd er een album in 2007 uitgebracht met alle 34 singles: van Morning Coffee tot Onna ni Sachi Are.
In de herfst van 2009 is Koharu Kusumi afgestudeerd van Morning Musume, en in herfst 2010 waren dat Kamei Eri, Junjun en Linlin. Op 2 januari 2011 werd de 9de generatie toegevoegd, namelijk: Voormalig Hello Project Egg Fukumura Mizuki, Ikuta Erina, Sayashi Riho en Suzuki Kanon.
Takahashi Ai kondigde aan bij het winter concert van 2011 dat ze zal afstuderen van Morning Musume na het herfstconcert van 2011. Ze wil een carrière beginnen in de musical industrie. Ze zal dan ook het leiderschap doorgeven aan Niigaki Risa, maar zonder sub-leader deze keer. Takahashi's laatste single had een dubbele A-side en een nieuwe solo voor haar, "Jishin Motte Yume Motte Tobidatsu Kara" omdat zij het langst leider was in Morning Musume.. Zij is de enige die tot nu toe voor haar afstudering een eigen lied kreeg.
Tsunku kondigde in 2011 aan dat er een 10de generatie zal toegevoegd worden na Takahashi's afstudering, op haar graduationconcert "Ai Believe" werden ze alle 4 voorgesteld: Iikubo Haruna, Ishida Ayumi, Satou Masaki en voormalig Hello Project Egg Kudou Haruka werden lid van Morning Musume.
Op het winterconcert van 2012 kondigde Niigaki Risa aan dat ze zal afstuderen op het lenteconcert van 2012. Ze was van plan af te studeren samen met Takahashi Ai, maar door de toevoeging van de 10de generatie is ze nog wat langer gebleven. Dit was voor fans een grote verrassing, want Takahashi was pas een paar maanden geleden afgestudeerd en het lente concert was niet meer zo ver weg. Bij Niigaki's laatste single kreeg ze uitgezonderd erg veel solo's, en ook zij kreeg een aparte editie met een lied door haar gezongen omdat zij destijds degene was die het langst in Morning Musume bleef, namelijk zo'n 11 jaar.
Een paar weken voor Niigaki's afstudering werd onverwacht aangekondigd dat 8ste generatie lid Mitsui Aika ook zou afstuderen, op dezelfde dag als Niigaki. Mitsui had zich een jaar geleden erg veel pijn gedaan en moest met haar been in het gips. Sindsdien is ze in geen enkele dance shot clip meer voorgekomen en hebben ze er alles aan gedaan om haar er terug op te helpen. Toen ze genezen was, raadde de dokter aan om niet meer te dansen want het zou kunnen terugkomen. Mitsui heeft dan besloten om uit Morning Musume te stappen, maar nog wel actief te blijven in Hello Project.
Na Niigaki Risa's graduation heeft Tsunku de 11de generatie aangekondigd. Morning Musume heeft dan al op 2 jaar tijd 3 generaties meer gekregen, dit is een record.
Op 4 juli 2012 zal Morning Musume hun 50ste single uitbrengen, genaamd One - Two - Three/The Matenrou Show. Iedere generatie krijgt ook een lied voor hun eigen om de 50ste single te vieren. Dit jaar bestaat Morning Musume dan ook al 15 jaar.
Op 14 september 2012 kondigde Tsunku de 11de generatie aan: Oda Sakura, voormalig lid van H!P Kenshuusei. Net zoals de 3de generatie en de 7de generatie is dit één persoon.
Op 21 mei 2013 studeerde Reina Tanaka af van Morning Musume.
Vanaf 1 januari 2014 ging Morning Musume door als Morning Musume '14. Met deze naamsverandering moet er meer duidelijk komen als er mensen afstuderen of bij de groep komen.
Sinds 2014 veranderde met de opvolgende jaren de naam, en werden telkens de laatste twee cijfers van het jaar toegevoegd. In 2015 werd het dus Morning Musume '15, in 2016 Morning Musume '16 en zo verder.

## Leden

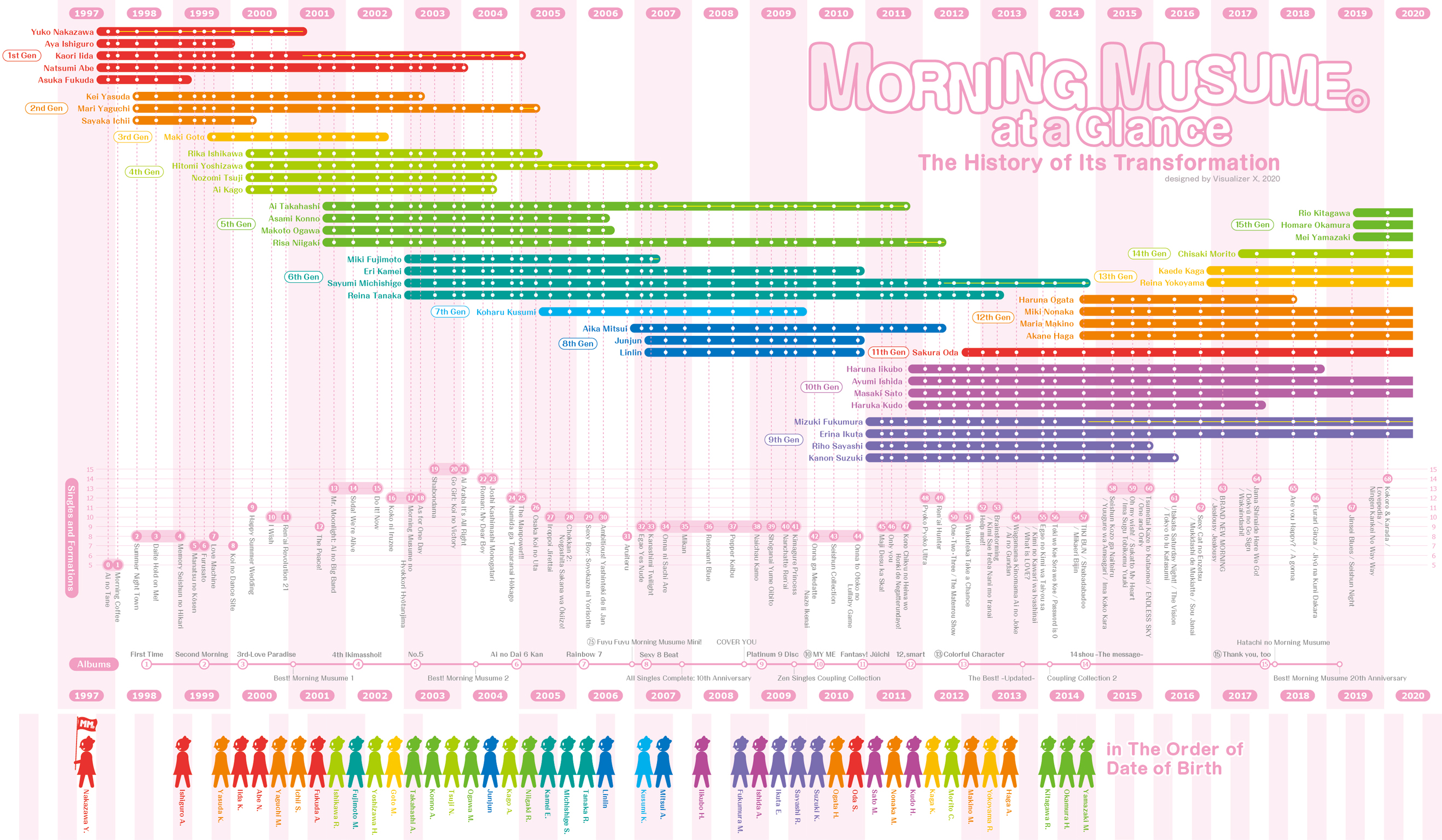
Member's change and singles history

Op dit moment zijn de volgende leden in de groep:
- Sakura Oda (小田さくら, afgestudeerd in 2026) - subleider
- Miki Nonaka (野中美希) - leider
- Maria Makino (牧野真莉愛) - subleider
- Akane Haga (羽賀朱音, afgestudeerd in november 2025)
- Reina Yokoyama (横山玲奈, afgestudeerd in november 2025)
- Rio Kitagawa (北川莉央)
- Homare Okamura (岡村ほまれ)
- Mei Yamazaki (山﨑愛生)
- Rio Sakurai (櫻井梨央)
- Haruka Inoue (井上春華)
- Ako Yumigeta (弓桁朱琴)

### Eerste generatie
- Yuko Nakazawa (中澤裕子, afgestudeerd in april 2001) - Bijgenaamd Yu-chan
- Kaori Iida (飯田圭織, afgestudeerd in januari 2005) - Bijgenaamd Kaorin
- Aya Ishiguro (石黒彩, afgestudeerd in januari 2000) - Bijgenaamd Ayappe
- Natsumi Abe (安倍なつみ, afgestudeerd in januari 2004) - Bijgenaamd Nacchi
- Asuka Fukuda (福田明日香, afgestudeerd in april 1999) - Bijgenaamd Asuka

### Tweede generatie
- Kei Yasuda (保田圭, afgestudeerd in mei 2003) - Bijgenaamd Kei-chan
- Mari Yaguchi (矢口真里, "teruggetrokken" op 14 april 2005) - Bijgenaamd Yaguchi
- Sayaka Ichii (市井紗耶香, afgestudeerd in mei 2000) - Bijgenaamd Ichii-chan

### Derde generatie
- Maki Goto (後藤真希, afgestudeerd in september 2002) - Bijgenaamd Gocchin

### Vierde generatie
- Rika Ishikawa (石川梨華, afgestudeerd in mei 2005) - Bijgenaamd Charmy
- Hitomi Yoshizawa (吉澤ひとみ, afgestudeerd in mei 2007) - Bijgenaamd Yossi
- Nozomi Tsuji (辻希美, afgestudeerd in augustus 2004) - Bijgenaamd Nono
- Ai Kago (加護亜依, afgestudeerd in augustus 2004) - Bijgenaamd Aibon

### Vijfde generatie
- Ai Takahashi (高橋愛, afgestudeerd in september 2011) - Bijgenaamd Ai-chan
- Asami Konno (紺野あさ美, afgestudeerd in juli 2006) - Bijgenaamd Konkon
- Makoto Ogawa (小川麻琴, afgestudeerd in augustus 2006) - Bijgenaamd Mako-chan
- Risa Niigaki (新垣里沙, afgestudeerd in mei 2012) - Bijgenaamd Gaki-san

### Zesde generatie
- Miki Fujimoto (藤本美貴, "teruggetrokken" in juni 2007) - Bijgenaamd Mikitty
- Eri Kamei (亀井絵里, afgestudeerd in december 2010) - Bijgenaamd Eririn
- Sayumi Michishige (道重さゆみ, afgestudeerd in november 2014) - Bijgenaamd Sayumin
- Reina Tanaka (田中れいな, afgestudeerd in mei 2013) - Bijgenaamd Reina

### Zevende generatie
- Koharu Kusumi (久住小春, afgestudeerd in december 2009) - Bijgenaamd Koha

### Achtste generatie
- Aika Mitsui (光井愛佳, afgestudeerd in mei 2012) - Bijgenaamd Mitsii
- Li Chun (ジュンジュン, afgestudeerd in december 2010) - Bijgenaamd Junjun
- Qian Lin (リンリン, afgestudeerd in december 2010) - Bijgenaamd Linlin

### Negende generatie
- Mizuki Fukumura (譜久村聖, afgestudeerd in november 2023) - Bijgenaamd Fuku-chan
- Erina Ikuta (生田衣梨奈, afgestudeerd in juli 2025) - Bijgenaamd Eripon
- Riho Sayashi (鞘師里保, afgestudeerd in december 2015) - Bijgenaamd Yasshi
- Kanon Suzuki (鈴木香音, afgestudeerd in mei 2016) - Bijgenaamd Zukki

### Tiende generatie
- Haruna Iikubo (飯窪春菜, afgestudeerd in december 2018) - Bijgenaamd Harunan
- Ayumi Ishida (石田亜佑美, afgestudeerd in december 2024) - Bijgenaamd Daishi
- Masaki Sato (佐藤優樹, afgestudeerd in december 2021) - Bijgenaamd Maa-chan
- Haruka Kudo (工藤遥, afgestudeerd in december 2017) - Bijgenaamd Duu

### Elfde generatie
- Sakura Oda (小田 さくら) - Bijgenaamd Odachii

### Twaalfde generatie
- Haruna Ogata (尾形春水, afgestudeerd in juni 2018) - Bijgenaamd Haachin
- Miki Nonaka (野中美希) - Bijgenaamd Chel
- Maria Makino (牧野真莉愛) - Bijgenaamd Makino-chan
- Akane Haga (羽賀朱音) - Bijgenaamd Akane-chin

### Dertiende generatie
- Kaede Kaga (加賀楓, afgestudeerd in december 2022) - Bijgenaamd Kaedii
- Reina Yokoyama (横山玲奈) - Bijgenaamd Yokoyan

### Veertiende generatie
- Chisaki Morito (森戸知沙希, afgestudeerd in juni 2022) - Bijgenaamd Chii-chan

### Vijftiende generatie
- Rio Kitagawa (北川莉央) - Bijgenaamd Kitario
- Homare Okamura (岡村ほまれ) - Bijgenaamd Homatan
- Mei Yamazaki (山﨑愛生) - Bijgenaamd Mei-chan

### Zestiende generatie
- Rio Sakurai (櫻井梨央) - Bijgenaamd Rairii

### Zeventiende generatie
- Haruka Inoue (井上春華) - Bijgenaamd Haru-san
- Ako Yumigeta (弓桁朱琴) - Bijgenaamd Gettaa

### Groepsleider
Een lid van Morning Musume - gewoonlijk het oudste lid van de groep - wordt aangeduid als de leider van de groep. De tweede oudste wordt aangesteld als subleider, maar bij de 8e leider Risa Niigaki was dit niet het geval. Hier is de lijst van alle leiders in chronologische volgorde:
- 1e - Yuko Nakazawa (Formatie - April 2001)
- 2e - Kaori Iida en Kei Yasuda (Mei 2001 - Mei 2003)
- 3e - Kaori Iida, subleider: Mari Yaguchi (Mei 2003 - januari 2005)
- 4e - Mari Yaguchi, subleider: Hitomi Yoshizawa (Februari 2005 - 14 april 2005)
- 5e - Hitomi Yoshizawa, subleider: Miki Fujimoto (15 april 2005 - 6 mei 2007)
- 6e - Miki Fujimoto, subleider: Ai Takahashi (7 mei 2007 - 1 juni 2007)
- 7e - Ai Takahashi, subleider: Risa Niigaki (2 juni 2007 - 30 september 2011)
- 8e - Risa Niigaki (30 september 2011 - 18 mei 2012)
- 9e - Sayumi Michishige, subleiders: Mizuki Fukumura en Haruna Iikubo (18 mei 2012 - 26 november 2014)
- 10e - Mizuki Fukumura, subleiders: Ikuta Erina en Haruna Iikubo/Ishida Ayumi (26 november 2014 - 29 november 2023)
- 11e - Ikuta Erina, subleiders: Oda Sakura en Ishida Ayumi/Nonaka Miki (30 november 2023 - 8 juli 2025)
- 12e - Nonaka Miki, subleiders: Makino Maria en Oda Sakura/? (9 juli 2025 - heden)

## Discografie

### Singles
| #  | Titel | Verschijningsdatum | Bewerking                                                |  |
| -- | --- | ------------------ | -------------------------------------------------------- |  |
| 0  | Ai no Tane (愛の種) | 03-11-1997         | Tetsutaro Sakurai (桜井鉄太郎)                           |  |
| 1  | Morning Coffee (モーニングコーヒー) | 28-01-1998         | Shunsuke Suzuki (鈴木俊介)                               |  |
| 2  | Summer Night Town (サマーナイトタウン) | 27-05-1998         | Yasuaki Maejima (前嶋康明)                               |  |
| 3  | Daite HOLD ON ME! (抱いてHOLD ON ME!) | 09-09-1998         | Yasuaki Maejima (前嶋康明)                               |  |
| 4  | Memory Seishun no Hikari (Memory 青春の光) | 10-02-1999         | Yasuaki Maejima (前嶋康明)                               |  |
| 5  | Manatsu no Kousen (真夏の光線) | 12-05-1999         | Shin Kohno (河野伸)                                      |  |
| 6  | Furusato (ふるさと) | 14-07-1999         | Takao Konishi (小西貴雄)                                 |  |
| 7  | LOVE Machine (LOVEマシーン) | 09-09-1999         | Dance Man (ダンス☆マン)                                  |  |
| 8  | Koi no Dance Site (恋のダンスサイト) | 26-01-2000         | Dance Man (ダンス☆マン)                                  |  |
| 9  | Happy Summer Wedding (ハッピーサマーウェディング)                                                                                                   | 17-05-2000         | Dance Man (ダンス☆マン)                                  |  |
| 10 | I WISH | 06-09-2000         | Shin Kohno (河野伸)                                      |  |
| 11 | Renai Revolution 21 (恋愛レボリューション21) | 13-12-2000         | Dance Man (ダンス☆マン)                                  |  |
| 12 | The Peace! (ザ☆ピ～ス!) | 25-07-2001         | Dance Man (ダンス☆マン)                                  |  |
| 13 | Mr.Moonlight ~Ai no BIG BAND~ (Mr.Moonlight～愛のビッグバンド～)                                                                                    | 31-10-2001         | Shunsuke Suzuki (鈴木俊介)                               |  |
| 14 | Souda! We're Alive (そうだ! We're ALIVE) | 21-02-2002         | Dance Man (ダンス☆マン)                                  |  |
| 15 | Do it! Now | 24-07-2002         | Hideyuki "Daichi" Suzuki (鈴木Daichi秀行)                |  |
| 16 | Koko ni Iruzee! (ここにいるぜぇ!) | 30-10-2002         | Hideyuki "Daichi" Suzuki (鈴木Daichi秀行)                |  |
| 17 | Morning Musume no Hyokkori Hyoutanjima (モーニング娘。のひょっこりひょうたん島)                                                                     | 19-02-2003         | Takao Konishi (小西貴雄)                                 |  |
| 18 | AS FOR ONE DAY | 23-04-2003         | Hideyuki "Daichi" Suzuki (鈴木Daichi秀行)                |  |
| 19 | Shabondama (シャボン玉) | 30-07-2003         | Yuichi Takahashi (高橋諭一)                              |  |
| 20 | Go Girl ~Koi no Victory~ (Go Girl～恋のヴィクトリー～)                                                                                              | 06-11-2003         | Hideyuki "Daichi" Suzuki (鈴木Daichi秀行)                |  |
| 21 | Ai Araba IT’S ALL RIGHT! (愛あらば IT'S ALL RIGHT!)                                                                                                 | 21-01-2004         | Takao Konishi (小西貴雄)                                 |  |
| 22 | Roman ~MY DEAR BOY~ (浪漫～MY DEAR BOY～) | 12-05-2004         | Shunsuke Suzuki (鈴木俊介)                               |  |
| 23 | Joshi Kashimashi Monogatari (女子かしまし物語) | 22-07-2004         | Hideyuki "Daichi" Suzuki (鈴木Daichi秀行)                |  |
| 24 | Namida ga Tomaranai Houkago (涙が止まらない放課後)                                                                                                  | 03-11-2004         | Shunsuke Suzuki (鈴木俊介)                               |  |
| 25 | THE MANPOWER!!! (THE マンパワー!!!) | 19-01-2005         | Ken Matsubara (松原憲)                                   |  |
| 26 | Osaka Koi no Uta (大阪 恋の歌) | 27-04-2005         | Hideyuki "Daichi" Suzuki (鈴木Daichi秀行)                |  |
| 27 | Iroppoi Jirettai (色っぽい じれったい) | 27-07-2005         | Hideyuki "Daichi" Suzuki (鈴木Daichi秀行)                |  |
| 28 | Chokkan 2 ~Nogashita Sakana wa Ookiizo!~ (直感2～逃した魚は大きいぞ!～)                                                                             | 09-11-2005         | Hideyuki "Daichi" Suzuki (鈴木Daichi秀行)                |  |
| 29 | SEXY BOY ~Soyo Kaze ni Yorisoutte~ (ＳＥＸＹ ＢＯＹ ～そよ風に寄り添って～)                                                                         | 15-03-2006         | Yuichi Takahashi (高橋諭一)                              |  |
| 30 | Ambitious! Yashinteki de Ii Jan (Ａｍｂｉｔｉｏｕｓ！野心的でいいじゃん)                                                                            | 21-06-2006         | Kouichi Yuasa (湯浅公一)                                 |  |
| 31 | Aruiteru (歩いてる) | 08-11-2006         | Hideyuki "Daichi" Suzuki (鈴木Daichi秀行)                |  |
| 32 | Egao YES Nude (笑顔YESヌード) | 14-02-2007         | Hiroshi Matsui                                           |  |
| 33 | Kanashimi Twilight (悲しみトワイライト) | 25-04-2007         | Jun Yamazaki (山崎 淳)                                   |  |
| 34 | Onna ni Sachi Are (女に 幸あれ) | 25-07-2007         | Koutarou Egami (江上浩太郎)                              |  |
| 35 | Mikan (みかん) | 21-11-2007         | Hideyuki "Daichi" Suzuki (鈴木Daichi秀行)                |  |
| 36 | Resonant Blue (リゾナント ブルー) | 23-04-2008         | Hideyuki "Daichi" Suzuki (鈴木Daichi秀行)                |  |
| 37 | Pepper Keibu (ペッパー警部) | 22-10-2008         | Sasamoto Yasushi (笹本安詞)                              |  |
| 38 | Naichau Kamo (泣いちゃうかも) | 16-02-2009         | Okubo Kaoru (大久保薫)                                   |  |
| 39 | Shouganai Yume Oibito (しょうがない 夢追い人) | 13-05-2009         | Hirata Shouichirou (平田祥一郎)                          |  |
| 40 | Nanchatte Renai (なんちゃって恋愛) | 12-08-2009         | Okubo Kaoru (大久保薫)                                   |  |
| 41 | Kimagure Princess (気まぐれプリンセス) | 28-10-2009         | Okubo Kaoru (大久保薫)                                   |  |
| 42 | Onna ga Medatte Naze Ikenai (女が目立って なぜイケナイ)                                                                                             | 10-02-2010         | Hideyuki "Daichi" Suzuki (鈴木Daichi秀行)                |  |
| 43 | Seishun Collection (青春コレクション) | 09-07-2010         | Okubo Kaoru (大久保薫)                                   |  |
| 44 | Onna to Otoko no Lullaby Game (女と男のララバイゲーム)                                                                                              | 24-11-2010         | Hirata Shouichirou (平田祥一郎)                          |  |
| 45 | Maji Desu ka Ska! (まじですかスカ！) | 06-04-2011         | Takumi Masanori (宅見将典)                               |  |
| 46 | Only you | 15-06-2011         | Okubo Kaoru (大久保薫)                                   |  |
| 47 | Kono Chikyuu no Heiwa wo Honki de Negatterun da yo!/Kare to Issho ni Omise ga Shitai (この地球の平和を本気で願ってるんだよ!/彼と一緒にお店がしたい) | 14-09-2011         | Hirata Shouichirou (平田祥一郎)                          |  |
| 48 | Pyocopyoco Ultra (ピョコピョコウルトラ) | 25-02-2012         | Hirata Shouichirou (平田祥一郎)                          |  |
| 49 | Renai Hunter (恋愛ハンター) | 11-04-2012         | Hirata Shouichirou (平田祥一郎)                          |  |
| 50 | One Two Three/The Matenrou Show (One・Two・Three/The 摩天楼ショー)                                                                                  | 04-06-2012         | Okubo Kaoru (大久保薫) en Suzuki Shunsuke (鈴木俊介)     |  |
| 51 | Wakuteka Take a chance (ワクテカ Take a chance) | 10-10-2012         | Okubo Kaoru (大久保薫)                                   |  |
| 52 | Help me!! | 03-01-2013         | Okubo Kaoru (大久保薫)                                   |  |
| 53 | Brainstorming/Kimi Sae Ireba Nani mo Iranai (ブレインストーミング／君さえ居れば何も要らない)                                                        | 17-04-2013         | Okubo Kaoru (大久保薫) en Hirata Shouichiro (平田祥一郎) |  |
| 54 | Wagamama Ki no Mama Ai no Joke/Ai no Gundan (わがまま 気のまま 愛のジョーク／愛の軍団)                                                              | 28-08-2013         | Okubo Kaoru (大久保薫)                                   |  |
| 55 | Egao no Kimi wa Taiyou sa/Kimi no Kawari wa Iyashinai/What is LOVE? (笑顔の君は太陽さ／君の代わりは居やしない／What is LOVE?)                       | 29-01-2014         | Okubo Kaoru (大久保薫)                                   |  |
| 56 | Toki wo Koe Sora wo Koe/Password is 0 (時空を超え 宇宙を超え／Password is 0)                                                                        | 16-04-2014         | Okubo Kaoru (大久保薫)                                   |  |
| 57 | Tiki Bun / Shabadaba Dū / Mikaeri Bijin (TIKI BUN/シャバダバ ドゥ〜/見返り美人!)                                                                    | 15-10-2014         | -                                                        |  |
| 58 | Seishun Kozo ga Naiteiru / Yūgure wa Ameagari / Ima Koko Kara (青春小僧が泣いている/夕暮れは雨上がり/イマココカラ)                                  | 15-04-2015         | -                                                        |  |
| 59 | Oh My Wish! / Sukatto My Heart / Ima Sugu Tobikomu Yūki (Oh my wish!/スカッとMy Heart/今すぐ飛び込む勇気)                                           | 19-08-2015         | -                                                        |  |
| 60 | Tsumetai Kaze to Kataomoi / Endless Sky / One and Only (冷たい風と片思い/ENDLESS SKY/One and Only)                                                  | 29-12-2015         | -                                                        |  |
| 61 | Utakata Saturday Night! / The Vision / Tokyo to Iu Katasumi (泡沫サタデーナイト!/The Vision/Tokyoという片隅)                                        | 11-05-2016         | -                                                        |  |
| 62 | Sexy Cat no Enzetsu / Mukidashi de Mukiatte / Sō ja Nai (セクシーキャットの演説／ムキダシで向き合って／そうじゃない)                                | 23-11-2016         | -                                                        |  |
| 63 | Brand New Morning / Jealousy Jealousy (BRAND NEW MORNING／ジェラシー ジェラシー)                                                                    | 08-03-2017         | -                                                        |  |
| 64 | Jama Shinaide Here We Go!/Dokyū no Go Sign/ Wakaindashi! (邪魔しないで Here We Go！／弩級のゴーサイン／若いんだし!)                                 | 04-10-2017         | -                                                        |  |

### Albums
| #  | Titel | Verschijningsdatum |
| -- | --- | ------------------ |
| 1  | First Time (ファーストタイム)                                                                                    | 08-07-1998         |
| 2  | Second Morning (セカンドモーニング)                                                                              | 28-07-1999         |
| 3  | 3rd -LOVE Paradise- (3rd -LOVEパラダイス-)                                                                       | 29-03-2000         |
| 4  | Best! Morning Musume 1 (ベスト! モーニング娘。1)                                                                 | 31-01-2001         |
| 5  | 4th "Ikimasshoi!" (4th「いきまっしょい!」)                                                                       | 27-03-2002         |
| 6  | No.5 | 26-03-2003         |
| 7  | Best! Morning Musume 2 (ベスト! モーニング娘。2)                                                                 | 31-03-2004         |
| 8  | Ai no Dai 6 Kan (愛の第6感）)                                                                                    | 08-12-2004         |
| 9  | Morning Musume EARLY SINGLE BOX (モーニング娘。EARLY SINGLE BOX)                                                 | 15-12-2004         |
| 10 | Rainbow 7 (レインボー7)                                                                                          | 15-02-2006         |
| 11 | 7.5 Fuyu Fuyu Morning Musume Mini! (7.5冬冬モーニング娘。ミニ!)                                                  | 13-12-2006         |
| 12 | SEXY 8 BEAT | 21-03-2007         |
| 13 | Morning Musume ALL SINGLES COMPLETE ~10th ANNIVERSARY~ (モーニング娘。ALL SINGLES COMPLETE ～10th ANNIVERSARY～) | 24-10-2007         |
| 14 | COVER YOU | 26-11-2008         |
| 15 | Platinum 9 DISC (プラチナ ９ DISC)                                                                               | 18-03-2009         |
| 16 | Morning Musume Zen Single Coupling Collection (モーニング娘。 全シングル カップリングコレクション)               | 07-10-2009         |
| 17 | 10 MY ME (⑩ MY ME)                                                                                               | 17-03-2010         |
| 18 | Morning Musume Best of Singles Japan Expo Limited Edition                                                        | 01-07-2010         |
| 19 | Fantasy! Juuichi (Fantasy! 拾壱)                                                                                 | 01-12-2010         |
| 20 | 12, Smart (12、スマート)                                                                                         | 12-10-2011         |
| 21 | 13 Colorful Character (13 カラフルキャラクター)                                                                  | 12-09-2012         |
| 22 | The Best! ~Updated Morning Musume~ (The Best！～Updated モーニング娘。～)                                        | 25-09-2013         |
| 23 | Morning Musume Zen Single Coupling Collection vol.2 (モーニング娘。 全シングル カップリングコレクション vol.2)   | 12-03-2014         |
| 24 | 14 Shō: The Message (14章〜The message〜)                                                                        | 29-10-2014         |
| 25 | 15 Thank you, too (⑮ Thank you, too)                                                                             | 06-12-2017         |

### Officiële website
- (ja)  Hello! Project.com

- CiNii: DA1365605X
- International Standard Name Identifier: 0000 0004 6982 7495
- Library of Congress Control Number: no00066954
- MusicBrainz: 9bffb20c-dd17-4895-9fd1-4e73e888d799
- Bibliotheek van het Japanse parlement: 00888460
- Virtual International Authority File: 138646664